# Пятиугольный волосатый краб
Пятиугольный волосатый краб (лат. Telmessus cheiragonus) — вид крабов из семейства Cheiragonidae, обитающий от северной части Берингова моря до Северной Кореи, острова Хоккайдо и Калифорнии на глубинах до 50 метров. Питается различными мелкими моллюсками и ракообразными.

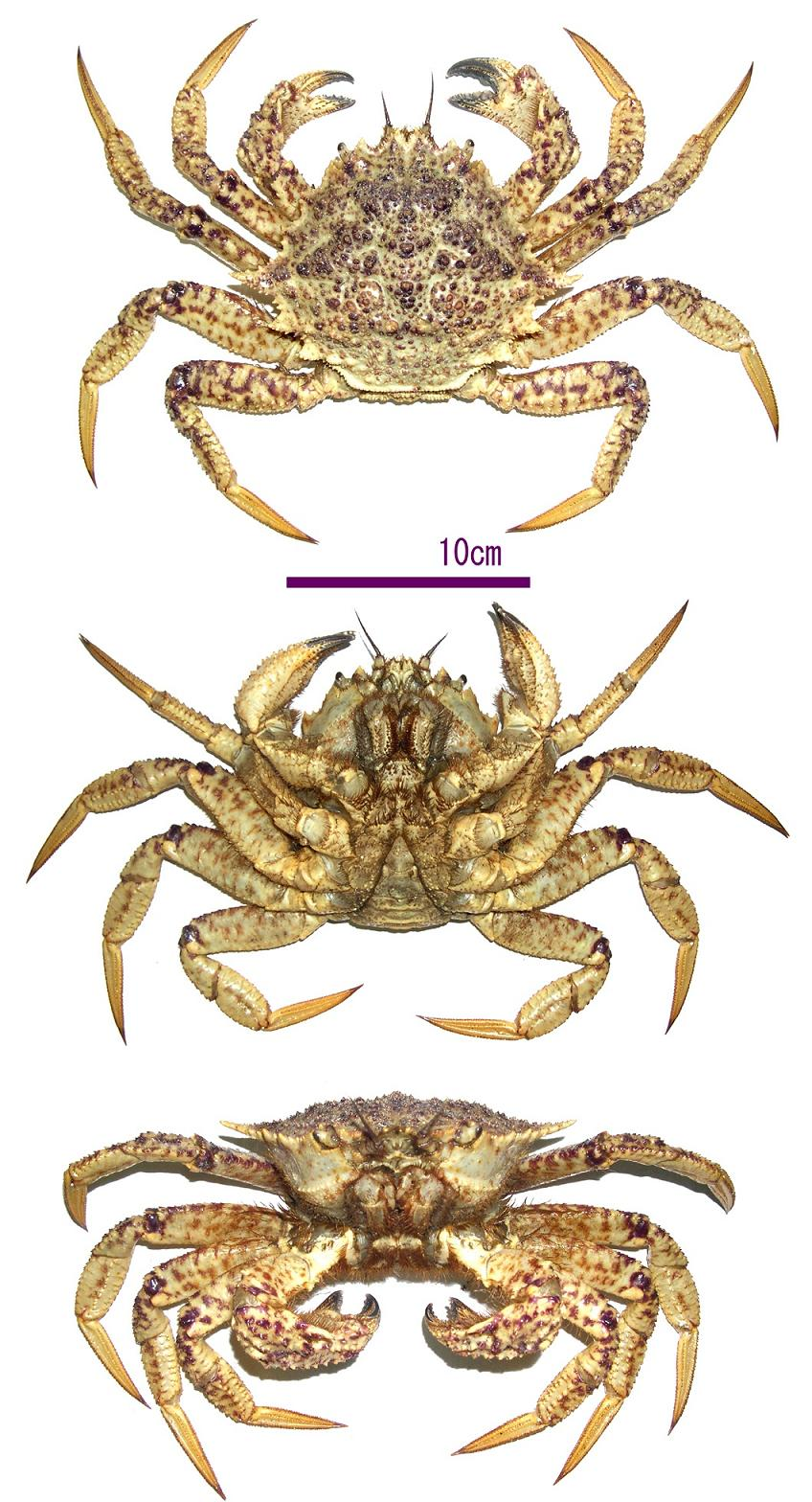

## Строение
Панцирь и все ноги краба густо покрыты мелкими бугорками, от которых отходят короткие грубые волоски, придающие крабу слегка лохматый вид. Панцирь пятиугольный, ширина превышает длину, максимальная ширина до 7 см.